# Xavier Cugat
Xavier Cugat (uttal: /ku'ɣat/; fullständigt namn: Francisco de Asís Javier Cugat Mingall de Bru y Deulofeu), född 1 januari 1900 i Girona, Katalonien, död 27 oktober 1990 i Barcelona, var en spansk-amerikansk violinist och orkesterledare av katalanskt ursprung. Han var känd som "Rumbakungen" och var även en framgångsrik kompositör av populärmusik.

## Biografi
Cugat flyttade som femåring med sin familj till Kuba och erhöll undervisning som klassisk violinist. I tonåren emigrerade han vidare till USA och fick bland annat arbete som ackompanjatör till Enrico Caruso under dennes turnéer. Cugat lämnade dock snart den klassiska musiken för den mer lukrativa dans- och populärditon, och hans första orkester, The Gigolos, kunde profitera på den rådande tangovågen i slutet av 1910-talet.
Under några år på 1920-talet ingick Cugat i den populäre orkesterledaren Vincent Lopez band och turnerade med detta till England 1925. Under en kortare period 1933 ingick han även i Anson Weeks orkester, men ledde annars från 20-talets slut företrädesvis egna ensembler, först i Los Angeles och senare i New York, där han länge hade fast engagemang på Waldorf Astoria Hotel.
Från augusti 1933 gjorde han regelbundet skivinspelningar för Victor. 1940 gick han över till Columbia för att under 1950-talet spela in för Mercury och från mitten av 1960-talet på Decca. En av hans största skivframgångar var Perfidia (1940). Till hans vokalister hörde bland andra Dinah Shore.
Med början 1925 medverkade Cugat (med och utan sin orkester) i en lång rad filmer, såväl som skådespelare som kompositör. Särskilt aktiv som skådespelare var han under 1940-talet. Sin sista filmroll gjorde han 1978.

## Betydelse och övrigt
Cugat var från 1920-talet en viktig popularisatör av latinska dans- och musikstilar som rumba, conga, mambo och cha-cha-cha i USA. Bland Cugats mer kända egna kompositioner kan "Brazil" (1943) nämnas, och Cole Porter skrev sin "Begin the Beguine" särskilt för Cugat.
Utöver sin musikaliska talang var Cugat också en skicklig karikatyrtecknare och arbetade ett tag som professionell sådan. Han var gift fem gånger, bland annat med sångerskorna Abbe Lane och Charo (fullständigt namn: María Rosario Pilar Martínez Molina Baeza Rasten). Han var god vän med Salvador Dalí. Xavier Cugat nämns också i Vanessa Paradis låt "Joe le taxi".